# Pleyber-Christ
Pleyber-Christ è un comune francese di 3 179 abitanti situato nel dipartimento del Finistère nella regione della Bretagna.

## Società

### Evoluzione demografica
Abitanti censiti